# Zítra vstanu a opařím se čajem
Zítra vstanu a opařím se čajem je česká filmová sci-fi komedie natočená režisérem Jindřichem Polákem v roce 1977. Jejím ústředním tématem je cestování v čase. Premiéra byla 12. srpna 1977, v televizi 25. listopadu 1978. Na VHS v roce 1997, na DVD vydal Bontonfilm v roce 2004, později též další společnosti. Na Blu-ray vydala remasterovanou verzi anglická společnost Second Run v roce 2021 v češtině a němčině s anglickými titulky, odborným komentářem a bohatým bookletem.

## Děj
V Praze roku 1996 funguje společnost Universum, nabízející turistům návštěvy minulosti, různých historických období. Karel Bureš, pilot rakety pro cestování v čase (Petr Kostka), se ráno při snídani udusí rohlíkem. Jeho jednovaječné dvojče, nesmělý Jan Bureš (rovněž Petr Kostka), žijící ve společném bytě, se toho rána opařil čajem. Jan raketu konstruoval a zalétával, a tak se rozhodne přisvojit si identitu bratra Karla a využít cestu do minulosti, aby tak odvrátil Karlovu smrtelnou nehodu. 
Na pracovišti ale Jan zjišťuje, že Karel byl nejen sukničkář, zapletený do aférek s kolegyněmi, přestože měl krásnou a oddanou snoubenku Evu (Zuzana Ondrouchová), ale také bezcharakterní chamtivec podplacený spolkem starých nacistů (ti užívají mezitím také vynalezené pilulky zpomalující stárnutí), aby jim pomohl dopravit Hitlerovi do roku 1944 kufříkovou vodíkovou bombu a umožnil tak Hitlerovi vyhrát druhou světovou válku. Vedle spiklenců Abarda (Jiří Sovák), Krause (Vladimír Menšík) a Bauera (Vlastimil Brodský) se cesty účastní také nic netušící postarší pár amerických turistů, který tvoří Patrick White (Otto Šimánek) a Shirley Whiteová (Marie Rosůlková). 
Stroj však vzhledem k chybnému naprogramování od nacisty Bauera přistává na správném místě, ale v roce 1941, kdy je Adolf Hitler (František Vicena) na vrcholu moci a nemá důvod sahat po žádné poslední záchraně v podobě zbraně hromadného ničení. Do Hitlerova bunkru je navíc místo bomby omylem přinesen kufr s prádlem paní Whiteové, čímž se spiklenci zcela znemožní. Abard je zajat a popraven svým mladším já, zatímco ostatním se podaří utéct a vrátit do roku 1996. Jan ovšem přistává zpátky v roce 1996 o den dříve, než se uskutečnil start rakety do minulosti, aby mohl zachránit život svého bratra Karla. 
Krausovi dojde, že Bureš není Karel, ale Jan, a už jej k ničemu nepotřebuje. Proto zaveze sprejem imobilizovaného Jana Bureše na skládku, kde na něj dvakrát vystřelí. Kraus rovněž zlikviduje souběžně existující verze sebe sama a Bauera, ovšem „starého“ Bauera, který měl za úkol zachránit Karla Bureše, zatím přejel náklaďák, takže v tomto časovém bodě zmizí nadobro. Po odeznění imobilizačního spreje „starý“ Jan na skládce ožívá a zjišťuje, že střely, které jej měly zabít, zbrzdilo kovové pouzdro startovací karty rakety, kterou měl v náprsní kapse. 
Jan se proto vydává zachránit svého bratra Karla, ale přes veškerou snahu to nestihne, takže se setkává už jen s „novým“ Janem, který je přesvědčen, že je to Karel, který se nakonec vzpamatoval a přežil. „Starý“ Jan tedy zůstává v roli Karla, znovu odlétá do minulosti (tentokrát jen s „novým“ Abardem a „starým“ Krausem), ale přes rádio zařídí, že spiklenci jsou nacisty považováni za nepřátelské agenty a hned zlikvidováni. Pak se Jan vrací do své doby a natrvalo se stává „lepším Karlem“, který má Evu rád a hodlá se s ní oženit. Aby „druhý Jan“ nic netušil, tělo skutečného a zemřelého Karla Bureše vhodí do vany a rozpustí detergentem na likvidaci špinavého nádobí. Ještě předtím, jako „lepší Karel“ domluví nesmělému Janovi schůzku s letuškou Helenou Máchovou (Valerie Chmelová), protože během letu se dověděl, že Jan na rozdíl od Karla, ji byl velmi sympatický.

## Filmový štáb
- Námět: Josef Nesvadba
- Scénář: Miloš Macourek, Jindřich Polák
- Režie: Jindřich Polák
- Kamera: Jan Kališ
- Hudba: Karel Svoboda
- Návrhy kostýmů a výtvarná spolupráce: Theodor Pištěk
- Architekt: Milan Nejedlý
- Výprava: Vladimír Mácha
- Kostýmy: Slávka Šmídová
- Masky: Vladimír Petřina
- Masky autentických postav: Rudolf Hammer, Miloslav Jandera
- Odborní poradci: RNDr. Jiří Mrázek, CSc, PhDr. Zbyšek Svoboda
- Skript: Pavla Marková
- II. režisér: Zdena Pavlátová, Lada Vacková
- II. kameraman: Rudolf Holán
- II. architekt: Josef Kraus
- Triky: Jan Kališ, Milan Nejedlý, Jiří Rumler
- Zvuk: Adolf Böhm
- Střih: Zdeněk Stehlík
- Zást. ved. výroby: Jan Vild, Rudolf Mos
- Výroba: ČSSR, Filmové studio Barrandov, 1977

## Obsazení
| Petr Kostka (dvojrole) | Jan Bureš a Karel Bureš            |
| Jiří Sovák             | nacista Klaus Abard                |
| Vladimír Menšík        | nacista Rolf Kraus                 |
| Vlastimil Brodský      | nacista ing. Bauer                 |
| Marie Rosůlková        | americká turistka Shirley Whiteová |
| Otto Šimánek           | americký turista Patrick White     |
| Valerie Chmelová       | letuška Helena Máchová             |
| Slávka Budínová        | Kroupová                           |
| Josef Větrovec         | Kroupa                             |
| Zuzana Ondrouchová     | Eva Kroupová, snoubenka Karla      |
| Vladimír Kratina       | artista Petr Kroupa, bratr Evy     |
| František Vicena       | Adolf Hitler                       |
| Horst Giese            | Joseph Goebbels                    |
| Jan Sedliský           | Heinrich Himmler                   |
| Marie Drahokoupilová   | Markéta Nolová                     |
| František Peterka      | šéfpilot Robert Nol                |
| Josef Bláha            | Rousek, nadřízený Nolové           |
| Ota Sklenčka           | MUDr. Kryl                         |
| Jiří Lábus             | technik rakety                     |
| Jan Pohan              | voják SS                           |
| Karel Hábl             | voják SS                           |
| Miloš Vavruška         | voják SS                           |
| Jiří Lír               | zaměstnanec Universa               |
| Viktor Maurer          | zaměstnanec Universa               |
| Miroslav Moravec       | zaměstnanec Universa               |
| Jitka Zelenohorská     | zaměstnanec Universa               |
| Petr Nárožný           | řidič popelářského vozu            |
| Josef Šebek            | příslušník VB                      |
| Jan Přeučil            | medik SS                           |
| Ladislav Šimek         | lékař                              |
| Pavel Spálený          | starý nacista                      |
| Zdeněk Hodr            | starý nacista                      |
| Gustav Opočenský       | starý nacista                      |
| Svatopluk Beneš        | starý nacista                      |
| Vladimír Hrabánek      | pracovník půjčovny                 |
| Elena Strupková        | květinářka                         |

## Ocenění
Režisér Jindřich Polák získal za film Zvláštní cenu poroty na španělském 12. mezinárodním filmovém festivalu fantastických a hororových filmů v Sitges (katalánsky Festival Internacional de Cinema Fantàstic de Catalunya).

## Lokace a reálie
Jako exteriér budovy společnosti Universum posloužil hotel InterContinental Praha (též jedna chodba v interiéru a snack bar), ale většina interiérů raketodromu se natáčela v prostorách stanice metra I. P. Pavlova. Scény s Evou a dalšími členy rodiny Kroupových jsou na terase obchodního domu Kotva a v domě na Pařížské ulici, zatímco vila lékaře Kryla a byt bratrů Burešových jsou v Karlových Varech (ulice Petra Velikého). Dále na první pohled zřejmé lokace jako Karlův most s jeho okolím a několik dalších míst v Praze. V neposlední řadě se natáčelo také ve vojenském výcvikovém prostoru Jince. Úvodní scény z letoviska a pláže v Jižní Americe vznikly v Peru.
Scény z Hitlerova generálního štábu byly natáčeny pod dohledem odborného poradce z vojenského muzea. Všechny distinkce, vyznamenání a řády odpovídají realitě. Řádové stužky byly na kostýmy našity v pořadí, v jakém byly uděleny.

## Zajímavosti
- Lze odvodit, že děj filmu byl umístěn do roku 1996. Klaus Abart v úvodní sekvenci filmu, na schůzce nacistů v Jižní Americe uvádí, že dnes je mu 86 let (bere tabletky k omezení stárnutí) a v roce 1944 mu bylo 34 let.[8] Jiří Sovák hraje mladého i starého Abarta, ale hlas mladého Abarta v Hitlerově štábu namluvil jeho syn Jiří Schmitzer.[9]
- V roce 2011 vydala česká skupina Kohout plaší smrt album Hužva, v kterém je i píseň „Ráno vstanu a opařím se čajem“, inspirovaná filmem.[10]